# Christopher Awdry
Christopher Vere Awdry (n. 2 iulie 1940) este un scriitor englez, fiind recunoscut în special pentru contribuțiile aduse seriei de cărți care a stat la baza serialului Locomotiva Thomas și prietenii săi.

## Christopher Awdry în literatură
În 1942, tatăl său, Wilbert Awdry, pasionat de universul feroviar, i-a spus acestuia povestea care avea să devină primul volum din seria de cărți The Railway Series (română Seria Căilor Ferate). După ce Wilbert a renunțat să mai scrie, ultimul său volum fiind publicat în 1972, Christopher a preluat sarcina. La îndemnul lui Britt Allcroft, producătoarea serialului TV, Christopher a început să scrie noi povești care aveau să fie transformate ulterior în episoade televizate. Acesta și-a publicat primul volum, numărul 27, în 1983, cel mai recent dintre ele, numărul 42, fiind lansat în 2011.